# Quiacaua
Quiacaua is een kevergeslacht uit de familie van de boktorren (Cerambycidae). De wetenschappelijke naam van het geslacht werd voor het eerst geldig gepubliceerd in 1997 door Martins.

## Soorten
Quiacaua omvat de volgende soorten:
- Quiacaua abacta (Martins, 1981)
- Quiacaua taguaiba Martins, 1997